# Из темноты (фильм, 1994)
«Из темноты» (англ. Out of Darkness) — американский драматический телефильм, режиссёра Лэрри Илайкэнна. Главную роль исполнила Дайана Росс.  Премьера состоялась на телеканале ABC 16 января 1994 года.

## Сюжет
Сюжет сосредоточен на Поли Купер, бывшей студентке медицинского колледжа, которая вот уже 18 лет страдает параноидной шизофренией. После освобождения из психиатрической больницы Поли изо всех сил пытается восстановить свою жизнь с помощью врачей, родных и нового экспериментального лекарственного препарата. Она проводит остаток своей жизни, пытаясь научиться заново жить в этом мире.

## В ролях
- Дайана Росс — Паулина «Поли» Купер
- Энн Уэлдон — Вирджиния Купер
- Ронда Уайт — Зои Прайс
- Би Ричардс — миссис Купер
- Карл Ламбли — Эддисон Хейг
- Частити Хэмптон — Эшли Купер
- Мора Тирни — Мэг
- Джон Маршалл Джонс — Альберт Прайс
- Линдсей Краус — Ким Дональдсон
- Хуанита Дженнингс — Инес

## Награды и номинации
| Год  | Награда        | Категория                                       | Номинант    | Результат | Прим. |
| ---- | -------------- | ----------------------------------------------- | ----------- | --------- | ----- |
| 1995 | Золотой глобус | Лучшая женская роль — мини-сериал или телефильм | Дайана Росс | Номинация | [ 3 ] |